# Elizabeth Willing Powel
Elizabeth Willing Powel (Filadelfia, 10 de febrerojul./ 21 de febrero de 1743greg.-ibídem, 17 de enero de 1830) fue una socialité y patriota estadounidense durante la época de la Revolución de las Trece Colonias. Hija y luego esposa de alcaldes de Filadelfia, era una mujer políticamente conectada que organizó fiestas muy concurridas y de alto perfil, al estilo de un salón literario francés, que se convirtió en un elemento básico de la vida política en la ciudad. Ella mantuvo una amplia correspondencia, incluso con la élite política de la época, y fue fundamental para convencer a George Washington de continuar por un segundo mandato como presidente de los Estados Unidos.
Se dice que Powel fue la persona que le preguntó a Benjamin Franklin, «What have we got, a republic or a monarchy?» («¿Qué tenemos, una república o una monarquía?»), a lo que él respondió: «A republic ... if you can keep it» («Una república ... si pueden conservarla»), en declaración sobre la Constitución de los Estados Unidos.
Después de la muerte de su esposo, Powel pasó a administrar los bienes y negocios de la familia hasta su propia muerte en 1830. Su casa fue renovada y reabierta al público como museo.

## Primeros años

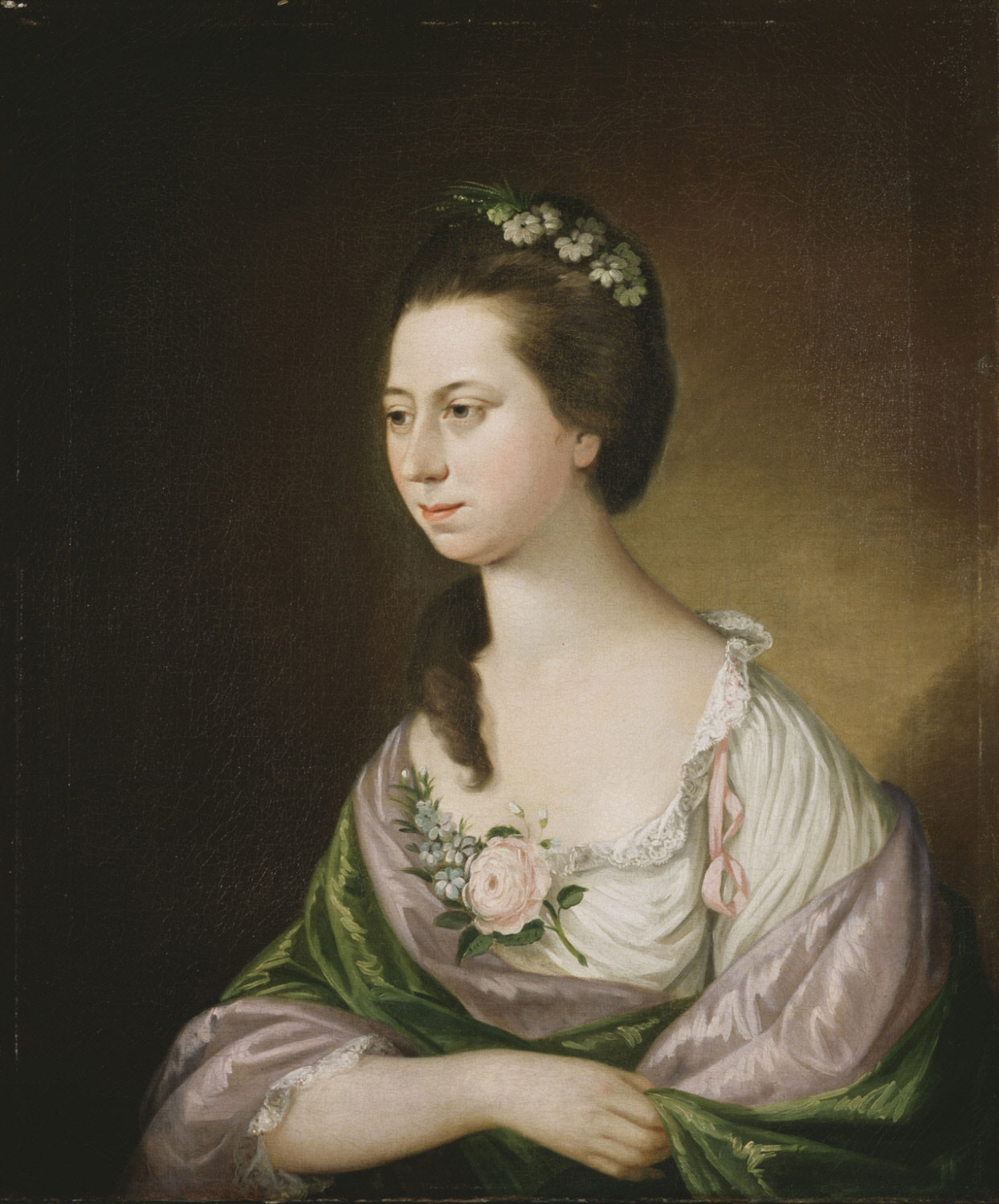
Retrato de Powel por en, c. 1768-1770.

Elizabeth Willing nació el 10 de febrerojul./ 21 de febrero de 1743greg. hija de Charles Willing y Ann Shippen, ambos prominentes habitantes de Filadelfia de su época. Era la sexta de once hijos de la familia y vivía en una casa en la esquina de Third Street y Willings Alley en Filadelfia.
Si bien los detalles de su educación son desconocidos, según el historiador David W. Maxey, «la familia Willing podría haber facilitado tutores privados para [ella y sus hermanas], y a juzgar por las muchas cartas que les quedan, se beneficiaron de una instrucción superior».
En una boda oficiada por Jacob Duché en Christ Church, Elizabeth se casó con Samuel Powel el 7 de agosto de 1769, en ese momento uno de los comerciantes más ricos de Filadelfia. Su matrimonio reunió a dos de las familias mercantiles más prominentes de la ciudad. Se convirtió en el último alcalde colonial y primer alcalde de Filadelfia después de la Revolución. Ella y Samuel tuvieron cuatro hijos; solo dos hijos, ambos llamados Samuel, sobrevivieron a su nacimiento pero murieron cuando eran bebés.

## Vida pública
El 2 de agosto de 1769, cinco días antes del matrimonio de los Powel, Samuel compró su casa en South Third Street en Filadelfia, conocida como Powel House, justo al sur de la casa de la infancia de Elizabeth. Aquí organizó fiestas muy concurridas y de alto perfil, al estilo de un salón literario francés, que se convirtió en un elemento básico de la vida política en la ciudad. Alentó el discurso político y, a menudo, opinó sobre asuntos de estado. Su hermana Anne Francis le escribió a su hermana Mary Byrd que «cuando en la sociedad [Powel] animará y dará brillo a toda la conversación, sabrá que el dominio poco común que tiene del lenguaje y las ideas fluyen con rapidez ... A veces pienso que su patriotismo causa demasiada ansiedad».
Mientras su esposo era el último alcalde colonial y el primer alcalde de Filadelfia bajo la nación recién fundada, el noble francés François-Jean de Chastellux recordó en la primera edición de su narrativa de viaje, Travels in North America, que «contrario a la costumbre estadounidense, [la señora Powel] desempeña el papel principal en la familia».
Durante la reunión de 1774 del Primer Congreso Continental en Filadelfia, Powel abrió su hogar a los delegados y sus familias, organizando cenas y eventos para discutir la política del día. Según la historiadora Zara Anishanslin, «Para mujeres como Powel, excluidas como lo estaban de la política institucional, los espacios domésticos estaban entre los pocos lugares donde podían participar en la discusión política, y lideraban la conversación mientras recibían a los políticos». Del mismo modo, el historiador Richard Beeman registra que «dejó en claro a aquellos en su círculo que ella estaba orgullosa y sin miedo de comprometerse» con los delegados de la convención, aunque no sobrevivieron registros escritos de sus discusiones.
Durante la ocupación de la ciudad como parte de la campaña de Filadelfia, los británicos se apoderaron de la casa familiar. Frederick Howard, 5.° conde de Carlisle, ocupó el salón de baile como su cuartel general militar desde el invierno hasta principios de la primavera de 1778. Durante dos semanas en junio de 1778, Carlisle se encargó personalmente de sus habitaciones, obligándolos a trasladarse a un ala de su hogar que albergaba a sus sirvientes. Carlisle y los Powel a menudo cenaron juntos y «hablaron de política». Carlisle los encontró como «personas muy agradables y sensatas». Cuando las tropas británicas se retiraron de la ciudad, Elizabeth emergió entre las «principales anfitrionas de la temprana Filadelfia republicana», ayudando a establecer la «Corte Republicana» de las principales figuras intelectuales y políticas de las Trece Colonias.
Powel fue la anfitriona de las élites contemporáneas como Benjamin Rush, el Marqués de La Fayette y John Adams. Mantuvo correspondencia frecuente con sus interlocutores. Discutió sobre política y la educación y posición social de las mujeres, intercambió poesía, recomendó libros y revisó hallazgos científicos en medicina y física. Con frecuencia estudiaba y escribía sobre el tema de la salud, por lo que Elizabeth Hamilton luego recordó: «Recuerde a la señora Powel sobre las ventajas de la salud y las desventajas de su falta». Cuando Rush publicó sus Thoughts upon Female Education («Pensamientos sobre la educación femenina», 1787), dedicó el trabajo a Powel.

### Amistad con Washington
El 6 de enero de 1779, organizó un baile de la Duodécima Noche al que asistieron George y Martha Washington, que celebraban el 20 aniversario de su matrimonio. Powel, o la «Sra. Powel de Filadelfia», era una amiga íntima y confidente del general Washington, más tarde el primer presidente de los Estados Unidos. También era amiga de su esposa Martha. George y Elizabeth correspondían regularmente.
En noviembre de 1792, Washington le confió a Powel que tenía la intención de abandonar el cargo de presidente al final de su primer mandato. En las propias palabras de Powel, su «mente fue arrojada a un tren de reflexiones» y consideró «inconsistente con [su] amistad» retener sus pensamientos. Ella escribió a Washington instándole a que lo reconsiderara, y tomando en serio su consejo, aceptó un segundo mandato.
Unos meses más tarde, en febrero de 1793, el presidente Washington encargó un poema de Elizabeth Graeme Fergusson como un regalo a Powel por su 50 cumpleaños.

### «Una república ... si pueden conservarla»

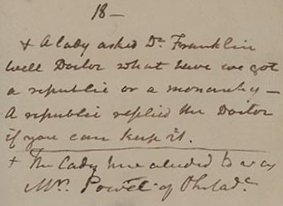
La entrada del diario de James McHenry fechada el 18 de septiembre de 1787, que dice: «A lady asked Dr. Franklin well Doctor what have we got a republic or a monarchy – A republic replied the Doctor if you can keep it». ». («Una señora le preguntó al Dr. Franklin: Bien Doctor, ¿qué tenemos, una república o una monarquía? Una república, respondió el Doctor, si pueden conservarla»). Luego agregó la nota al pie sobre que la señora mencinada era «Mrs. Powel» («Sra. Powel»).

Durante septiembre de 1787, en los últimos días de la Convención, se dice que Powel compartió un intercambio con Benjamin Franklin, por lo cual es recordada con mayor frecuencia. Según Maxey y Anishanslin, le preguntó a Franklin: «What have we got, a republic or a monarchy?» («¿Qué tenemos, una república o una monarquía?») refiriéndose a la estructura gubernamental de los Estados Unidos, recién formado. Se dice que Franklin respondió: «A republic ... if you can keep it.» («Una república ... si pueden conservarla»). El primer relato de la historia fue registrado por un delegado de la Convención Constitucional, James McHenry, en la última página de su diario sobre la Convención. La entrada está fechada el 18 de septiembre de 1787, y también señala que «la dama aquí mencionada era la señora Powel de Filad[elfi]a». McHenry publicó más tarde una versión extendida de la conversación en The Republican, or Anti-Democrat, un periódico de corta duración en Baltimore, Maryland, el 15 de julio de 1803:

Powel: Well, Doctor, what have we got?

Franklin: A republic, Madam, if you can keep it.

Powel: And why not keep it?

Franklin: Because the people, on tasting the dish, are always disposed to eat more of it than does them good.
Powel: Bueno, doctor, ¿qué tenemos?

Franklin: Una república, señora, si pueden conservarla.

Powel: ¿Y por qué no conservarla?

Franklin: Porque la gente, al probar el plato, siempre está dispuesta a comer más de lo que les hace bien.

La historia fue republicada por varios periódicos contemporáneos. Más tarde, escribiendo en 1814, Powel no pudo recordar, pero tampoco negó, que la interacción hubiera tenido lugar, escribiendo:

I have no recollection of any such conversations ... Yet I cannot venture to deny after so many Years have elapsed that such conversations had passed. I well remember to have frequently associated with the most respectable, influential Members of the Convention that framed the Constitution, and that the all-important Subject was frequently discussed at our House.
No recuerdo ninguna de esas conversaciones ... Sin embargo, no puedo aventurarme a negar después de tantos años que han transcurrido tales conversaciones. Recuerdo haberme asociado frecuentemente con los miembros más respetables e influyentes de la Convención que enmarcaban la Constitución, y que el tema más importante se discutía con frecuencia en nuestra Cámara.

## Vida posterior y muerte

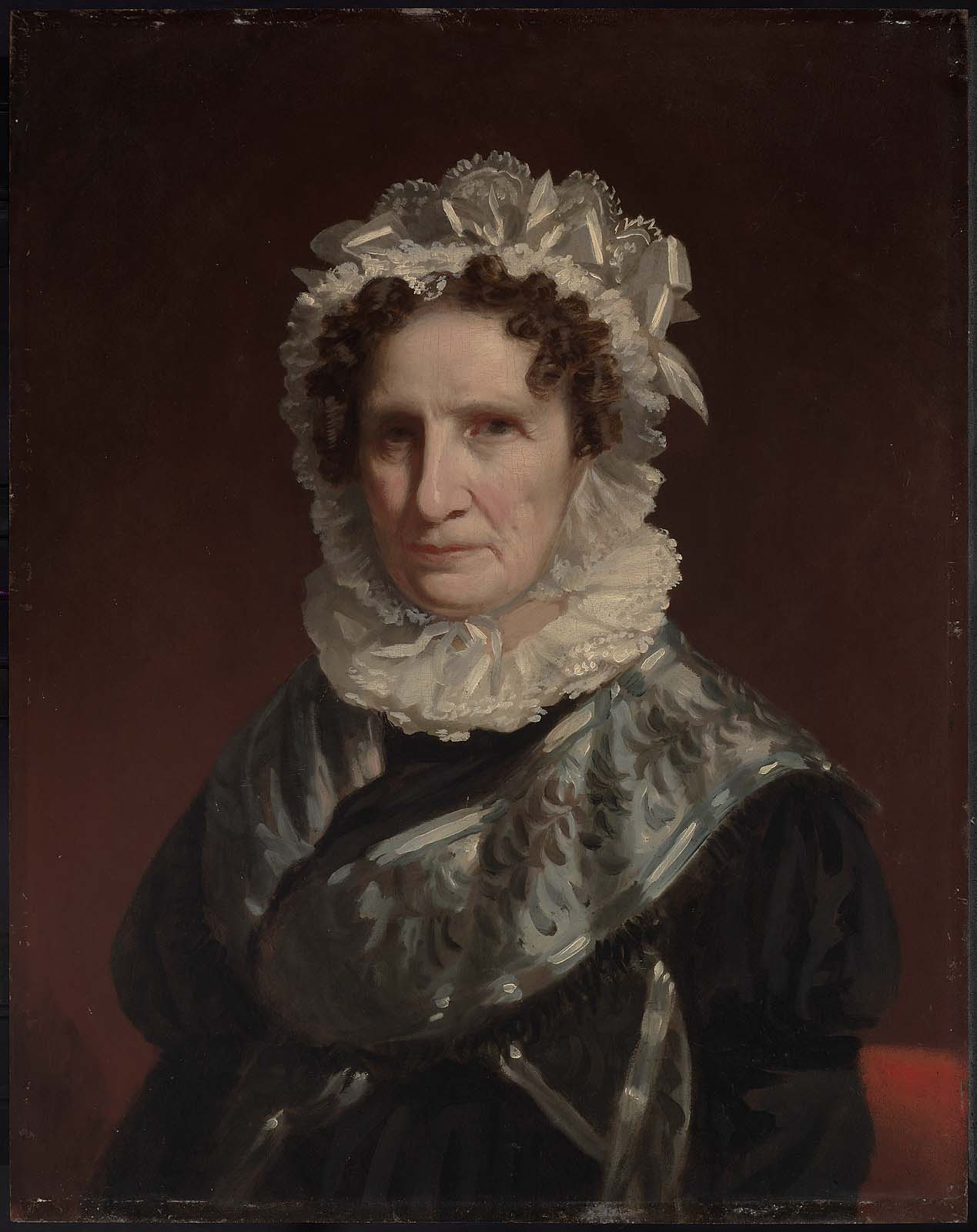
Madam Powel por en, c. 1825.

Filadelfia sufrió una epidemia de fiebre amarilla en 1793, tiempo durante el cual los Washington invitaron a los Powel a buscar refugio en Mount Vernon. La familia en cambio decidió quedarse en la ciudad, donde Samuel contraería y luego moriría de la enfermedad. Elizabeth nunca se volvió a casar y vivió como viuda durante más de tres décadas después de la muerte de su esposo. Después de la muerte de George Washington en diciembre de 1799, fue una de las primeras en escribirle a la viuda Martha, y mantuvo correspondencia con la familia Washington, incluida Bushrod Washington, para quien había comprado un regalo de túnicas de satén negro tras su confirmación ante la Corte Suprema de los Estados Unidos en abril de 1799.
Powel administró o supervisó la administración del patrimonio de su esposo, y escribió cada vez más sobre el tema de los negocios. Ella adoptó al hijo de su hermana Margaret Willing Hare, John Hare Powel, quien asumió su nombre de casada y, a su muerte, heredaría su riqueza. Elizabeth asumió la propiedad de su hacienda rural Powelton, que heredó con la muerte de su esposo, y comenzó a construir una nueva casa el 13 de mayo de 1800.
Elizabeth vendió Powel House en 1798, y pasó sus últimos años en una mansión en Chestnut Street, a poca distancia del Independence Hall, donde viviría hasta su muerte. Murió el 17 de enero de 1830, y su funeral, cinco días después, fue un «evento social y una experiencia religiosa» muy concurrido presidido por William White, el obispo de Pensilvania. Fue enterrada junto a su esposo en el cementerio de Christ Church en Filadelfia.
John Hare heredó la mayor parte de la riqueza de Powel, incluido Powelton. Esta propiedad en el municipio de Blockley incluía una casa de campo del estilo neogriego que Elizabeth había construido a principios de 1800 y John Hare expandió, en 1824-1825, con diseños del arquitecto William Strickland. También heredó su mansión en Chestnut Street, que convirtió en un hotel llamado Marshall House, y se la arrendó a Samuel Badger, quien dirigió el hotel desde 1837 hasta 1841.

## Legado

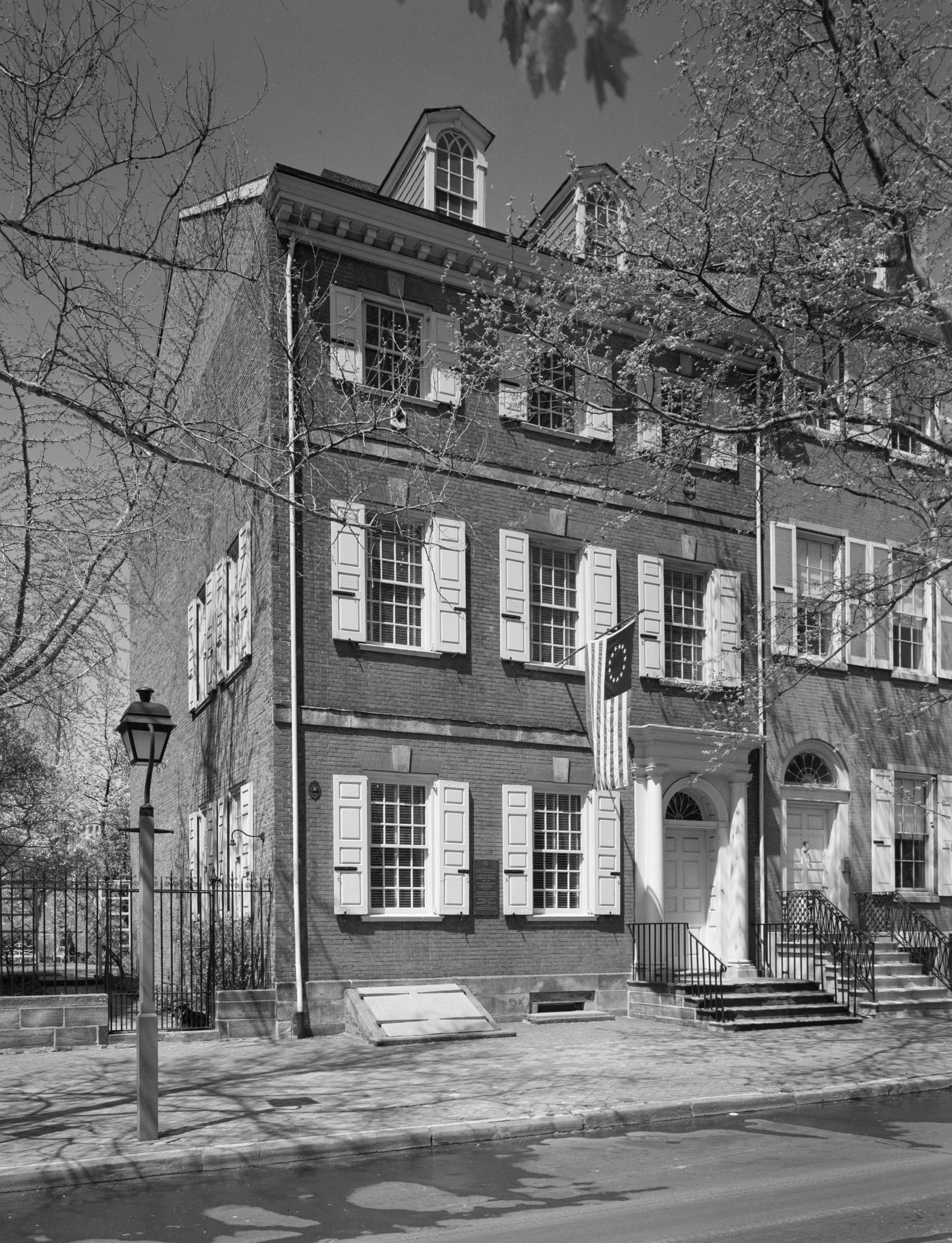
en, a principios del.

En 1925, el Museo de Arte de Filadelfia adquirió la decoración interior de Powel House, incluida la carpintería, y el salón del segundo piso fue reconstruido dentro del museo. Dirigida por Frances Wister, la casa ubicada en 244 South Third Street fue luego comprada por la Sociedad para la Preservación de los Monumentos de Filadelfia (PhilaLandmarks) en 1931. El 28 de mayo de 1934, el Museo de Arte de Filadelfia devolvió los elementos interiores a la casa. Powel House fue restaurada y abierta al público como museo. A partir de 2017, se encontró un caché de documentos de Powel que no se había descubierto anteriormente en un baúl de fondo falso, que también está en posesión de PhilaLandmarks.
Según Anishanslin, la historia del intercambio entre Powel y Franklin fue adaptada con el tiempo, con el papel desempeñado por Powel siendo casi eliminado en las versiones del siglo XX. La configuración del intercambio fue revisada desde Powel House hasta los escalones del Independence Hall. Powel misma a menudo fue reemplazada por una «dama anónima» y, cuando se incluyó, fue retratada no como una figura «notable por su comprensión e ingenio» sino como una «dama ansiosa». De acuerdo con Mickey Herr de PhilaLandmarks, la relación de Powel con Washington luego fue «vista con ojos cansados». Herr criticó específicamente el documental de 1986 George Washington II: The Forging of a Nation, en el que Penny Fuller interpreta a Powel, por retratarla como «una flibbertigibbet de primer orden».
En 2015, el National Constitution Center en Filadelfia organizó una obra titulada Com[promising] Future, examinando el intercambio entre Franklin y Powel durante el tiempo de la Convención Constitucional.